# ریزسیستم‌های زیست‌الکترومکانیکی

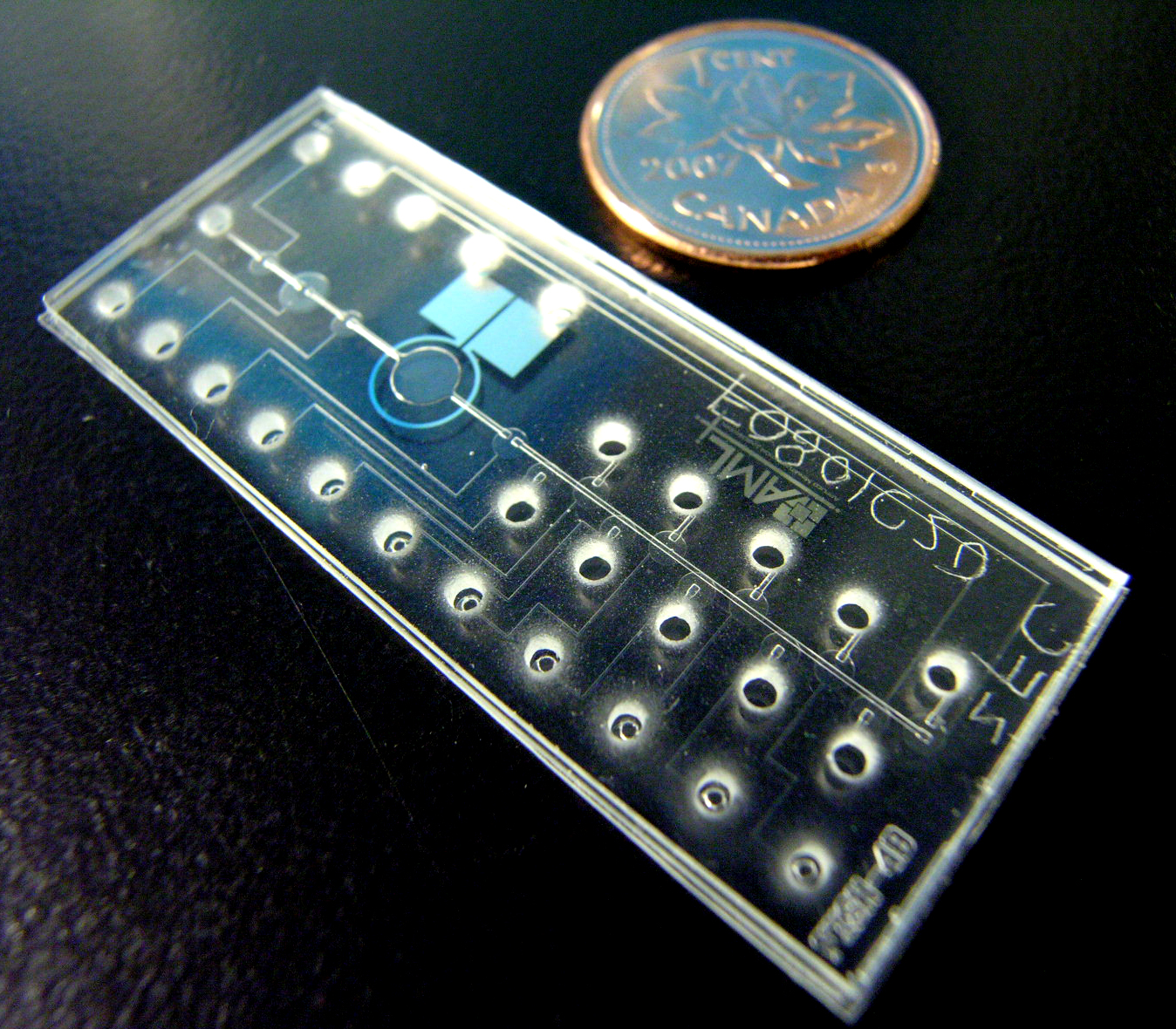

ریز سیستم‌های زیست الکترومکانیکی(انگلیسی:Bio-MEMS) یک سرواژه برای Biomedical (biological) micro-electro-medical است. Bio-MEMS اشتراک قابل توجهی با آزمایشگاه-تراشه (lab-on-chip یا LOC) و Micro-total analysis system دارد به گونه‌ای که گاهی به صورت مترادف به کار می‌روند. Bio-MEMS به‌طور عمده بر روی بخش‌های مکانیکی و ساخت میکروتکنولوژی‌هایی تمرکز دارد که برای فعالیت‌های زیستی مناسب هستند در حالی که در آزمایشگاه-تراشه هدف ایجاد یک پروسه آزمایشگاهی به صورت کامل و آن هم به شکل مینیاتوری و یکپارچه روی یک تراشه یا چیپ است که این تراشه به‌طور عمده میکروفلوییدیک است. با این توصیف‌ها، آزمایشگاه-تراشه به پروسه‌های بیولوژیکی و زیستی محدود نمی‌شود اگرچه خیلی از آن‌ها برای کاربردهای زیستی استفاده می‌شوند یا می‌توان آن‌ها را در این موارد استفاده کرد. به‌طور مشابه micro-total analysis system هم ممکن است کاربردهای زیستی نداشته باشد و به‌طور عمده برای اهداف شیمیایی و آنالیزهای شیمیایی استفاده شود.
یک توصیف کامل برای Bio-MEMS می‌تواند این باشد: علم و تکنولوژِی برای دست ورزی در مقیاس میکرومتری برای کاربردهای بیولوژِیکی و شیمیایی که ممکن است شامل عملکردهای الکترونیکی و مکانیکی باشند یا نباشند.
ذات بین رشته‌ای Bio-MEMS باعث درآمیختن علم مواد، علوم بالینی، پزشکی، جراحی، مهندسی الکترونیک، مهندسی مکانیک، مهندسی شیمی و مهندسی زیست-پزشکی می‌شود.

برخی از اصلی‌ترین کاربردهای Bio-MEMS شامل: کاربردهای ژنتیکی یا ژنومی، پروتئینی، تشخیص مولکولی، تشخیص بیماری در محل بستر بیمار، مهندسی بافت، آنالیز تک سلولی و دستگاه‌های میکرونی با قابلیت ایمپلنت است.

## تاریخچه
در سال ۱۹۶۷ فردی به نام کارتر گزارش کرد که روش shadow-evaporated palladium islands را برای اتصال سلول‌ها به کار برده. بعد از این گزارش که در واقع یک تحقیق در زمینه Bio-MEMS محسوب می‌شود، تا حدود ۲۰ سال پیشرفت زیادی در این علم به دست نیامد.
در سال ۱۹۸۵ شرکت unipath محصول clear blue را روانه بازار کرد. این وسیله برای تست بارداری کاربرد دارد، حتی امروزه هم از این وسیله برای تست تشخیص بارداری استفاده می‌شود. این محصول در واقع اولین میکروفلوییدی به حساب میا آمد که شامل برگه بود و به عنوان اولین محصول میکروفلوییدیک که در بازار عرضه شد از آن یاد می‌شود.
در سال ۱۹۹۰ دو نفر از شرکت Ciba-Geigy به نام‌های H.Michael Widmer و Andrea Mns برای اولین بار اصطلاح Micro-total analysis system را در مقاله خود استفاده کردند. این مقاله استفاده از Micro-total analysis system را برای تشخیص شیمیایی یا Chemical sensing پیشنهاد می‌کرد.
عوامل مختلفی سبب پیشرفت Micro-total analysis system شدند که ۳ تا از مهم‌ترین آن‌ها شامل:
1. کشف دارو؛ در سال‌های قبل از ۱۹۹۰، کشف و تولید داروهای جدید محدود شده بود. از علل این اتفاق می‌توان به زمان مورد نیاز و هزینه لازم برای این کار و همچنین امکانات میکروسکوپی که برای این عمل نیاز بود اشاره کرد، همچنین نیاز به آنالیزهای فراوان بود. جمیع این علل سبب شده بودند که فرایند تولید داروی جدید با مشکل مواجه شود.
2. پروژه ژنوم انسان(HGP). این پروژه در اکتوبر سال ۱۹۹۰ شروع شد و یک نیاز به پیشرفت در ظرفیت تعیین توالی DNA را ایجاد کرد. این موضوع همچنین سبب مورد توجه قرار گرفتن الکتروفورز مویینه یا Capillary electrophoresis شد.
3. DARPA در وزارت دفاع آمریکا انجام چندین سری از تحقیقات در زمینه میکروفلوییدیک را در دهه ۱۹۹۰ پشتیبانی کرد. چراکه متوجه شد که احتیاج به پیشرفت در زمینه قابل تحول میکروسیستم‌ها دارد تا بتواند عوامل بیولوژیک و شیمیایی که به‌طور بالقوه قابلیت استفاده شدن برای مقاصد نظامی و تروریستی دارند را شناسایی کند.

محققان شروع به استفاده از ابزارهای فوتولیتوگرافی برای ساخت Bio-MEMS , به عنوان علم برداشت شده از صنعت میکروالکترونیک کردند. در آن زمان استفاده از MEMS در زیست‌شناسی محدود بود چراکه از این تکنولوژی برای ساخت ویفرهایی(wafer) از جنس شیشه یا سیلیکون استفاده می‌شد. این ویفرها برای ساخت حسگرهای نوری که بر پایه حلال بودند کاربرد داشت و با مواد زیستی سازگار نبودند.
در 1993 George M.Whitesides که یک شیمیدان در هاروراد بود، یک روش ارزان ساخت بر پایهٔ PDMS ابداع کرد که علم Bio-MEMS را تحول بخشید. از آن زمان علم Bio-MEMS به طرز انفجاری رشد کرده.
تعدادی از دست یافته‌هایی که بعد از پیشرفت Bio-MEMS به آن‌ها نائل شدیم شامل:
1. در سال ۱۹۹۱ اولین تراشه اولیگونوکلئوتیدی ابداع شد
2. در سال ۱۹۹۸ اولین میکروسوزن‌ها برای رهایش دارو ابداع شدند
3. در ۱۹۹۸ اولین تراشه PCR با جریان ممتد(continuous-flow PCR) ابداع شد.
4. در ۱۹۹۹ اولین جرقه‌ها برای ساخت جریان لمینار هتروژن برای درمان انتخابی سلول‌ها در میکروکانال‌ها زده شد

امروزه هیدروژل‌ها مثل آگاروز و حسگرهای نور زیست سازگار، مهم‌ترین زمینه‌هایی هستند که تحقیقات در زمینه Bio-MEMS در آن‌ها در حال انجام است (به عنوان جایگزین یا مکمل برای PDMS)

## رویکردها

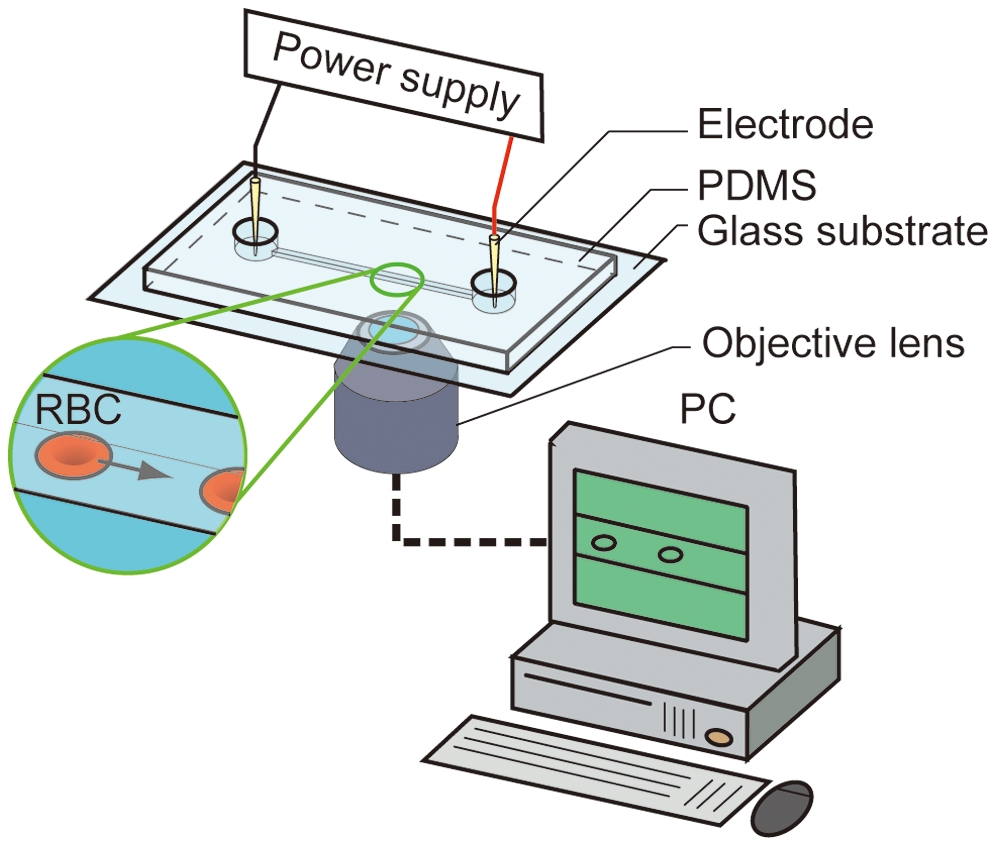

### موارد استفاده

#### سیلیکون و شیشه
روش‌های معمول که از میکروماشین‌ها استفاده می‌کنند، شامل زدایش خیس(Wet etching) , زدایش خشک
(Dry etching) , روش Deep reactive ion etching , کندو پاش کردن (sputtering) , اتصال انودیک و پیوند فیوژنیک در Bio-MEMS برای ساخت کانال‌های جریان، سنسورهای جریان، آشکارسازهای شیمیایی، همزن‌ها، فیلترها، پمپ‌ها و دریچه‌ها استفاده می‌شود. اگرچه اشکالاتی برای استفاده دستگاه‌هایی که بر پایه سیلیکون هستند در مصارف زیست شناختی وجود دارد مثل قیمت بالا و زیست ناسازگاری. همچنین به دلیل تک کاربردی بودن این مواد نسبت به Bio-MEMS و ملزومات فراوان مثل محیط قرنطینه و قیمت بالای مواد مورد نیاز، این دسته از لحاظ اقتصادی مقرون به صرفه نیستند.
در محیط invivo یا محیط داخل بدن، Bio-MEMS بر پایه سیلیکون به سرعت عملکرد خود را بدست می‌آورد و چسبندگی سطحی پروتئین‌ها را به حداقل می‌رساند، اما همچنان موضوع ترد و شکننده بودن سیلیکون یک مسئله مهم است.

#### پلاستیک و پلیمر
استفاده از پلاستیک و پلیمر در Bio-MEMS مورد توجه خاصی قرار گرفته‌است چراکه روش ساخت آن بسیار آسان است، با روش‌های rapid prototyping سازگار است و همچنین قیمت کمی دارند. خیلی از پلیمرها شفاف هستند و نور به راحتی از آن‌ها عبور می‌کند و می‌توانند در سیستم‌هایی که روش‌های نوری را برای تشخیص به کار می‌برند، استفاده شوند مثل Raman method یا UV/Vis absorbance و فلوروسنس. علاوه بر این خیلی از پلیمرها از نظر بیولوژیک سازگار هستند و برخی از نظر شیمیایی نسبت به حلال‌ها مقاوم هستند و برخی برای پوشش‌های مقاوم الکتریکی در فیلم‌های الکتریکی قوی مثل جداسازی الکتروفورتیک مناسب هستند. همچنین ترکیب شیمیایی سطح پلیمرها می‌تواند برای مصارف اختصاصی تغییر داده شود. شایع‌ترین پلیمرهایی که در Bio-MEMS استفاده می‌شود شامل PMMA ,PDSM, OSTEmer و SU-8 می‌باشند.

#### مواد بیولوژیک

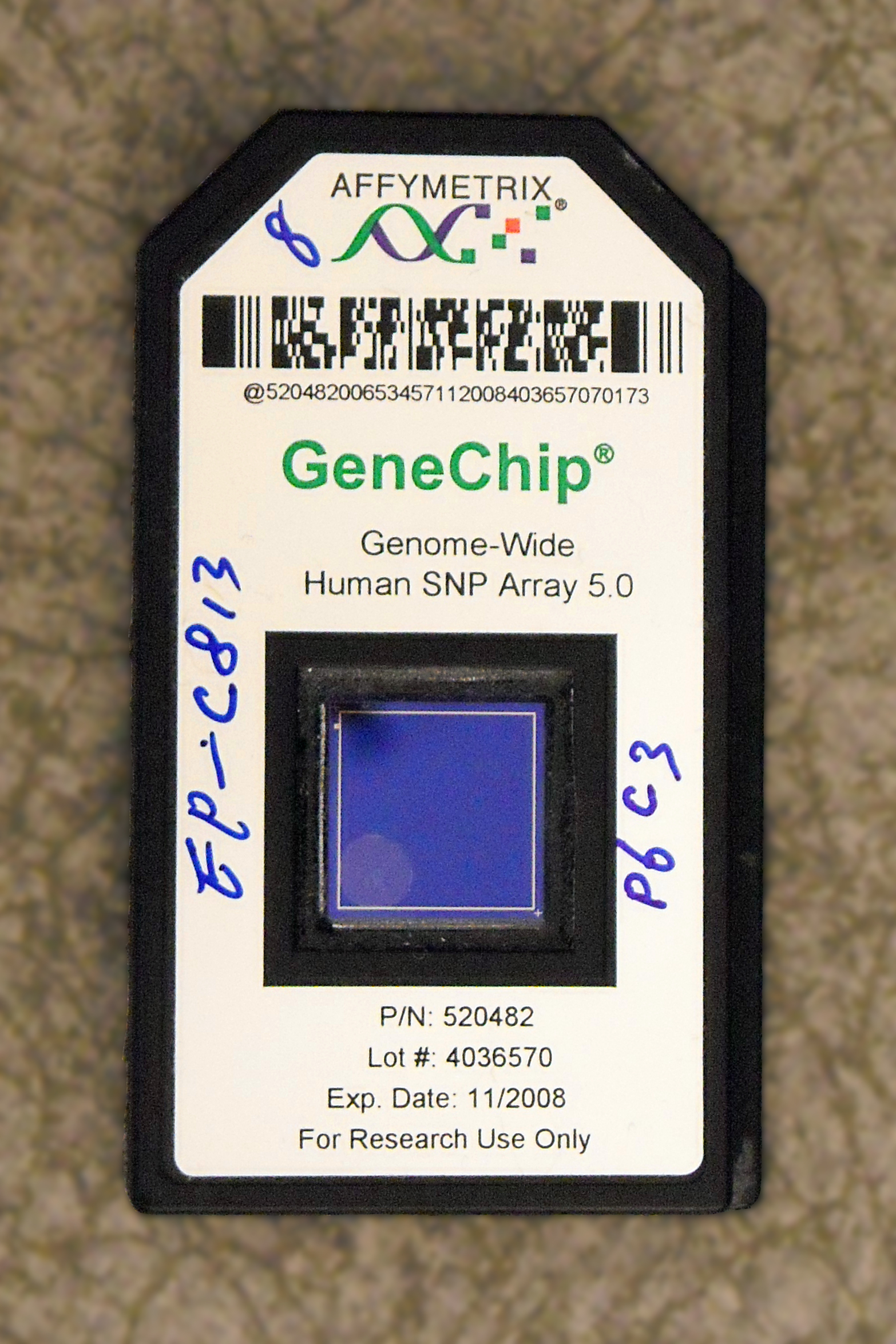

دست ورزی و الگوسازی در مقیاس میکرومتری در مواد بیولوژیکی شامل پروتئین‌ها، سلول‌ها و بافت‌ها که در جهت پیشرفت آرایه هایی(arrays) که بر پایه سلول‌ها بودند، ریز آرایه ها(microarrays)، ریزساخت (microfabrication) بر پایه مهندسی بافت و اندام‌های مصنوعی استفاده می‌شود. همچنین الگوسازی در مقیاس میکرومتری می‌تواند جهت آنالیز تک سلولی استفاده گردد (نوعی سنجش ژنتیکی) که حتی می‌توان آن را به صورت high-throughput یعنی با کارایی بالا و به شکل اتوماسیون انجان داد. به دلیل دقت و کارایی بالا این روش می‌توان کاربردهای دیگری هم برای آن متصور شد مثل؛ کنترل دقیق ریز-محیط یا کنام سلول، شبیه‌سازی محیط invivo به همراه حفظ و کنترل یکپارچگی سلول‌ها و قرار گرفتن آن‌ها در ساختارهای مهندسی شده.

#### ورقه
میکروفلوییدی ورقه‌ای یا آزمایشگاه روی ورق وسیله‌ای است که مایع را برای کاربردهای مختلف به کار می‌برد. از این نوع میکروفلوییدی در الکتروفورز ورقه‌ای و immunoassay استفاده می‌شود. تست بارداری که بسیار پرکاربرد هم هست از این نوع میکروفلوییدی است.
مزیت این نوع میکروفلوییدیک و الکتروفورز در Bio-MEMS شامل قیمت ارزان و قابلیت زیست تخریب‌پذیری آن است. همچنین در مقایسه با میکروفلوییدیک‌های مرسوم، در زمینه نمونه‌گیری، دردسترس تر هستند و به‌طور طبیعی و ذاتی این خاصیت را دارند که مواد زائد سلول‌ها، کثیفی و آلودگی‌های موجود در نمونه را حذف کنند.

#### Electrokinetic
الکتروکینتیک در Bio-MEMS برای جداسازی مخلوط مولکول و سلول استفاده می‌شود. در این روش از زمینه‌های الکتریکی استفاده می‌شود. در الکتروفورز یک نمونه که دارای بار الکتریکی است، مایع به علت میدان الکتریکی به کار برده شده به حرکت درمی آید. از الکتروفورز برای تفکیک کردن یون‌های کوچک، مولکول‌های آلی باردار، پروتئین‌ها و DNA استفاده می‌شود. با توجه به توضیحات داده شده می‌توان به این نتیجه رسید که الکتروفورز و میکروفلوییدیک می‌توانند اثر هم افزایی یا سینرژیک داشته باشند. به عنوان مثال درکانال‌های میکروفلوییدی به دلیل آن که گرمای حاصل از اعمال ولتاژ را می‌توان به راحتی از محل حذف کرد، می‌توان از ولتاژهای بالاتری استفاده کرد.
Isoelectric focusing روش جداسازی پروتئین‌ها، اندامک‌ها و سلول‌ها با نقطه ایزوالکتریک متفاوت است. در این روش به یک شیب غلظتی پروتون نیاز داریم (که معمولاً توسط الکترودها به وجود می‌آید) که عمود بر جهت حرکت مایع است.
دی الکتروفورز، حرکت ذرات بدون بار به دلیل القا شدن حالت ۲ قطبی در آن‌ها است که این حالت ۲ قطبی به دلیل یکسان نبودن میزان بار الکتریکی محیط رخ می‌دهد. دی الکتروفورز در Bio-MEMS برای تله‌های دی الکتروفورزی و جمع کردن ذرات در یک نقطه خاص از سطح کاربرد دارد.

#### میکروفلوییدیک
میکروفلوییدیک به سیستمی گفته می‌شود که امکان دست ورزی در اندازه‌ها ی میکرومتری را برای ما فراهم می‌کند. این تکنیک مزیت‌های بسیاری را برای ما در Bio-MEMS فراهم می‌کند. به عنوان نمونه:
1. جریان مایع در این دستگاه به صورت جریان لمینار است به همین دلیل امکان درمان‌های انتخابی برای سلول‌ها را در این ریزلوله‌ها می‌دهد همچنین امکان مدل‌سازی ریاضی برای الگوهای جریان و تجمع مواد، پیش‌بینی و تخمین‌های کمَی از محیط و کنام سلول‌ها و واکنش‌های بیوشیمیایی را فراهم می‌کند.
2. میکروفلوییدیک در ابعاد سلولی و حتی کوچکتر ساخته می‌شود به همین دلیل امکان تحقیق در مورد سلول‌ها و حتی دنیای کوچکتر از دنیای سلول‌ها و شبیه‌سازی پارامترهای فیزیولوژیکی را فراهم می‌کند.
3. یکپارچگی میکروالکترونیک، میکرومکانیک و میکرواپتیک، همگی در یک دستگاه، سبب می‌شود تا خطای انسانی و هزینه‌های مورد نیاز کاهش یابد.
4. میکروفلوییدیک مقدار بسیار کمتری از مواد مورد نیاز را مصرف می‌کند که سبب می‌شود به آنالیزهای کمتری نسبت به حالت مرسوم نیاز داشته باشیم، زمان کمتری برای انجام شدن واکنش‌ها نیاز خواهیم داشت و مواد زائد کمتری نسبت به حالت‌های مرسوم تولید می‌شود.
5. به دلیل ساختار خاص میکروفلوییدیک می‌توان آن‌ها را به صورت دستگاه‌هایی قابل حمل در نظر گرفت.[۲]

#### Bio-MEMS به عنوان بیوسنسورهای مینیاتوری
بیوسنسورها شامل یک سیستم تشخیصی زیستی هستند که بیورسپتور نام دارد و همچنین شامل یک مبدل یا ترانس دیوسر هستند. برهم کنش آنالیزها با بیورسپتور می‌تواند رو مبدل اثر گذاشته و مبدل هم این اثر را به یک شاخص قابل اندازه‌گیری تبدیل می‌کند؛ مثل سیگنال الکتریکی. معمول‌ترین بیورسپتورهایی که در بیوسنسورها استفاده می‌شوند شامل: برهمکنش آنتی‌بادی و آنتی‌ژن، برهمکنش اسیدنوکلئیک، برهمکنش آنزیمی و برهمکنش سلولی است. مبدل‌های معمول شامل تکنیک‌های تشخیصی مکانیکی، الکتریکی و نوری هستند.

#### Bio-MEMS برای کاربردهای تشخیصی
هدف ریزآرایه پروتئینی و ژنیتیکی آن است که آنالیز ژنتیکی با کارایی و بازده بالا را سریع تر و ارزان‌تر انجام دهند. به‌طور کلی ریز آرایه‌ها شامل مجموعه‌هایی از ریزنقاط هستند که هر کدام شامل مولکول‌های مشخص و خاصی هستند که با آنالیت مورد نظر ما برهم کنش دارند و این امکان را به وجود می‌آورند که هم‌زمان هزاران پارامتر سنجیده شود، آن هم در یک آزمایش.
برخی کاربردهای ریزآرایه‌ها شامل موارد زیر هستند:غربالگری نوزادان، تشخیص ریسک یک بیماری و پیش‌بینی روش‌های مؤثر درمان و مسئله پزشکی شخصی یا Personalized medicine

#### تراشه‌های PCR
میکروفلوئیدیک مورد استفاده برای PCR، میکروفلوئیدیکی است که مبتنی بر جریان پیوسته‌است و همان‌طور که در شکل مشاهده می‌شود، در ساختار آن از صفحه‌های نازک گرمکن (heater)، پمپ سرنگ و کانال PCR (به منظور جریان پیوستهٔ PCR) استفاده می‌شود.
مثالی از کاربرد این نوع تراشه، تکثیر RNA آنفلوآنزای نوع A موجود در نمونه‌های حاصل از دستگاه تنفسی است.
واکنش زنجیره‌ای پلیمریزاسیون (PCR)، یک تکنیک پایه‌ای زیست‌شناسی-مولکولی است که امکان تکثیر انتخابی توالی‌های DNA را فراهم می‌کند که در مورد نمونه‌های نادر از جمله سلول‌های بنیادی، بیوپسی‌ها، سلول‌های توموری در حال گردش در خون و… کاربرد پیدا می‌کند. این فرایند شامل قرار دادن توالی DNA و DNA پلی مرآز در سیکل دمایی متشکل از ۳ دمای مختلف است.

## معایب دستگاه‌های PCR معمولی
- زمان بر بودن گرم کردن و خنک‌سازی در دستگاه‌های PCR معمولی (واکنش‌های معمول PCR می‌تواند ساعت‌ها به طول بینجامد)
- مصرف زیاد واکنش دهنده‌های گران‌قیمت
- اولویت برای تکثیر قطعات کوتاه
- تولید شدن مولکول‌های کایمری کوتاه
وجود تراشه‌های PCR موجب می‌شود تا فرایند PCR در ابعاد کوچک و در داخل میکروفلوئیدیک انجام شود. به این ترتیب، به دلیل بالا بودن نسبت سطح به حجم، انتقال سریع حرارت و به دلیل کوتاه بودن مسافت انتشار، مخلوط شدن سریع میسر می‌شود.

## مزایا ی تراشه‌هایPCR
-کوتاه بودن سیکل‌های دمایی
-یکنواخت تر بودن درجه حرارت در طول فرایند PCR و در نتیجه بالاتر بودن بازده
-قابل حمل بودن
دو چالش تراشه‌های میکروفلوئیدیک PCR، مهار و آلوده شدن فرایند است که به دلیل بالا بودن نسبت سطح به حجم و در نتیجه افزایش واکنش‌های سطحی واکنش دهنده‌ها رخ می‌دهد. به عنوان مثال استفاده از سیلیکون به عنوان بستر، به دلیل گرم کردن و خنک‌سازی سریع از نظر حرارتی مناسب است اما می‌تواند واکنش پلی مرآز را مسموم کند.
طراحی‌های متفاوتی برای این تراشه وجود دارد:
۱-ایستا یا مبتنی بر وجود محفظه
طراحی مبتنی بر محفظه، حاصل کوچک کردن رآکتورهای PCR معمولی است. به این صورت که از ۴ لایه glass-PDMS و به کار بردن دریچه‌ها و گرمکن‌هایی در ابعاد میکرو، سنسورهای دما، محفظه‌های واکنش با حجم ۳۸۰ نانو لیتر و کانال‌های الکتروفورز مویرگی برای واکنش رونویسی معکوس زنجیره‌ای پلی مرآز RT-PCR (که دارای حساسیت تشخیصی ۱۰ به توان -۱۸ مولار است) ساخته شده‌است.
۲-پویا یا مبتنی بر جریان پیوسته
در چیپ با طراحی مبتنی بر جریان پیوسته، نمونه در نواحی متفاوت از نظر دمایی حرکت می‌کند تا سیکل دمایی فرایند PCR محقق شود. در این روش، مصرف انرژی کمتر است اما مصرف واکنش دهنده زیاد بوده و امکان تشکیل حباب‌های گاز در داخل کانال‌ها وجود دارد.
3-PCR دیجیتال یا میکرودراپلت
در PCR دیجیتال با انجام فرایندها در میکرودراپلت، جذب سطحی نمونه-واکنش دهنده و آلوده شدن واکنش رخ نمی‌دهد. هم چنین انجام PCR در میکروداپلت‌ها مانع نو ترکیب شدن قطعات ژن‌های همولوگ می‌شود و بنابراین مولکول‌های کایمری کوتاه سنتز نمی‌شوند.

### دستگاه‌های تشخیص نقطه‌ای
توانایی انجام تشخیص پزشکی در بالین یا در مراقبت‌های ویژه مهم است؛ به ویژه در کشورهای در حال توسعه که دسترسی به بیمارستان‌های مرکزی، محدود و گران است. به این منظور، Bio-MEMSهای تشخیص نقطه‌ای برای نمونه برداری از بزاق، خون و ادرار ساخته شده‌اند و به صورت یکپارچه، آماده‌سازی نمونه، تجزیه و تقسیم‌بندی نمونه، تقویت سیگنال، تشخیص آنالیت، تجزیه و تحلیل داده‌ها و در نهایت نمایش نتیجه را انجام می‌دهد. در این روش کاربرد خون به عنوان نمونه، بسیار شایع است؛ زیرا در طی چند دقیقه تمام بدن را دور می‌زند و بنابراین محتوای آن می‌تواند بسیاری از جنبه‌های سلامت فرد را تعیین کند.

### کاربرد Bio-MEMS در مهندسی بافت
تکنولوژی کشت سلول معمولی قادر نیست به‌طور مؤثر امکان آزمایش ترکیبی داروها، فاکتورهای رشد، نوروپپتیدها، ژن‌ها و رترو ویروس‌ها را در محیط کشت سلولی فراهم سازد. به دلیل نیاز سلول‌ها به تغدیه شدن دوره‌ای توسط مدیوم و پاساژ دادن، حتی آزمایش کردن حالت‌های محدود هم به تعداد زیادی سلول، انکوباتورهای گران‌قیمت و بزرگ، حجم زیاد مدیوم (۰٫۱–۲ میلی لیتر در هر نمونه) و کار خسته‌کننده در آزمایشگاه نیاز دارد. نیاز به کار نیرو ی انسانی در آزمایشگاه نیز تعداد و فاصله زمانی بین آزمایش‌ها را محدود می‌کند.
کشت سلولی در میکروفلوئیدیک به‌طور بالقوه یک پیشرفت بزرگ محسوب می‌شود؛ زیرا عملکرد آن اتوماتیک، با هزینهٔ پایین‌تر و بازده بالاتر و هم چنین توصیف کمی بیشتر در مورد تغییرات رفتار سلول‌ها به صورت تکی است.
از طریق استفاده کردن مبادلهٔ گاز و سیستم‌های کنترل دما بر روی تراشه، کشت سلولی میکروفلوئیدیک می‌تواند نیاز به انکوباتور و هودهای کشت سلول را از بین ببرد. با این وجود این نوع کشت سلول‌ها در میکروفلوئیدیک، چالش‌های منحصر به فرد خود را مطرح می‌کند. به این صورت که کنترل جریان در میکروکانال‌ها مهم است؛ زیرا پس از تزریق ابتدایی سوسپانس سلولی، جریان باید متوقف شود تا سلول‌ها متصل و مستقر شوند یا در دیواره‌ها، تله‌های الکتروفورزی، تله‌های مغناطیسی یا تله‌های هیدرودینامیکی به دام افتند و گیر کنند. سپس جریان باید دوباره به طریقی به کار گرفته شود که نیرو ی بزرگی تولید نکند و موجب جدا شدن سلول‌ها نشود.
به جای استفاده از پیپت دستی یا روباتیک برای تزریق و توزیع مدیوم، می‌توان پمپ‌ها و دریچه‌های میکرو را جایگزین کرد. به این ترتیب اندازه‌گیری مایع بر خلاف میکرومیکسرها و سیستم جریان مداوم، ساده خواهد بود.
پیشرفت‌های حاصل شده در این زمینه:
-ساخته شدن سیستم کشت سلولی میکروفلوئیدیک کاملاً خودکار برای مطالعهٔ تمایز سلول‌های بنیادی جنینی انسان به سلول‌های استخوانی
-توسعه پیدا کردن انکوباتورکشت سلولی میکروفلوئیدیک که قادر به گرم کردن و پمپ کردن محلول محیط کشت سلول‌ها است
در نتیجهٔ کاهش حجم در کشت‌های میکروفلوئیدیک، غلظت‌های جمع‌آوری شده برای اندازه‌گیری نسبت سیگنال به نویز بهتر است اما جمع‌آوری و شناسایی به نسبت دشوارتر است. ارزیابی‌های میکروسکوپی می‌تواند در این مورد کمک‌کننده باشد. اما به دلیل این که پروب میکروسکوپ تنها یک میدان دید کوچک دارد، بازدهی پایین‌تر است.
روش‌های کشت هم‌زمان در ابعاد میکرو (micropatterned co-culture) به Bio-MEMS در زمینهٔ مهندسی بافت کمک کرده‌است تا شرایطی مشابه شرایطin vivo و ساختار سه بعدی طبیعی بافت، در محیط کشت سلول‌ها ایجاد شود. به این ترتیب کشت هپاتوسیت‌ها (با دانسیتهٔ سلولی مشخص) همراه با فیبروبلاست‌ها طراحی شد تا عملکردهای ویژهٔ کبد از جمله ترشح آلبومین، سنتز اوره و سم زدایی P450 در سلول‌های هپاتوسیت در حال کشت حفظ شود.
همراه شدن میکروفلوئیدیک و روش‌های کشت همزمان، مدل‌سازی اندام‌هایی مانند ریه‌ها را ممکن کرد. همان‌طور که در شکل مشاهده می‌شود، عملکرد ریه‌ها در سطح اندام بر روی یک تراشه بازسازی شده‌است. همان‌طور که در شکل مشاهده می‌شود، در این تراشه، غشای متخلخل و لایهٔ سلول‌های اپیتلیال به وسیلهٔ وکیومی که در دو کانال مجاورشان به صورت دوره‌ای اعمال می‌شود به منظور مشابه‌سازی عمل دم متسع می‌شوند.

### کاربرد Bio-MEMS در مهندسی سلول‌های بنیادی
هدف مهندسی سلول‌های بنیادی، کنترل تمایز و خودنوسازی سلول‌های بنیادی پر توان برای سلول درمانی است. تمایز سلول‌های بنیادی به عوامل زیادی بستگی دارد از جمله فاکتورهای بیوشیمیایی، تعاملات بین سلول و ماتریکس و تعاملات بین سلول‌ها.
از Bio-MEMS به منظور تحقیق در مورد روش بهینه‌سازی کشت و شرایط رشد سلول‌های بنیادی از طریق کنترل این عوامل استفاده می‌شود.

## عوامل بیوشیمیایی
در میکروفلوئیدها می‌توان حجم میکروسکوپی و ویژگی‌های جریان لامینار را به منظور کنترل فضایی و زمانی رسیدن عوامل بیوشیمیایی به سلول‌های بنیادی تغییر داد. از ژنراتورهای گرادیان میکروفلوئیدها برای مطالعهٔ تأثیر دوز این عوامل بیوشیمیایی روی پاسخ سلول‌ها استفاده می‌شود.
اکسیژن عامل بیوشیمیایی مهمی است که از طریق تأثیر بر HIF (hypoxia-induced transcription factors) و الگوهای سیگنالینگ مرتبط، در فرایند تمایز دخیل است؛ خصوصاً در مورد خون و بافت‌های عروقی، جفتی و استخوان
در روش معمولی مطالعهٔ تأثیر اکسیژن روی فرایند تمایز، غلظت اکسیژن کل انکوباتور روی میزان مشخصی تنظیم می‌شود. به این ترتیب آزمایش به جای به دست آوردن غلظت دلخواه مؤثر روی سلول‌ها، به مقایسهٔ بین حالت نرمال اکسیژن و حالت کمبود اکسیژن (هایپوکسی) محدود می‌شود.
راه حل جدید تر، استفاده از شیب محوری مداوم اکسیژن و اتاقک‌های کشت سلول میکروفلوئیدیک مجزا که به وسیلهٔ غشایی نازک از جنس PDMS از کانال‌های پر از گاز جدا شده‌اند، است.

## تعاملات بین سلول و ماتریکس خارج سلولی
تعاملات بین سلول و ماتریکس از طریق میزان سختی بستر و برهم کنش اینگرین‌ها با مولکول‌ها و اجزای ماتریکس، بر روی فرایند تمایز و خود نوسازی سلول‌ها تأثیر می‌گذارد. به همین دلیل برای مطالعهٔ این‌گونه تعاملات، از الگودهی پروتئین‌های ماتریکس خارج سلولی توسط پرینت کردن از طریق CPµ (micro contact printing) یا inkject printing استفاده می‌شود.
استفاده از ECM microarray برای بهینه‌سازی اثرات ترکیبی کلاژن، لامینین و فیبرونکتین روی سلول‌های بنیادی، به جای پلیت‌های متداول، به دلیل عملکرد بهتر و بازده بالاتر و مصرف کمتر واکنش دهنده‌های گران‌قیمت، مناسب تر است.

## تعاملات بین سلولی
سرنوشت سلول توسط هر دو عامل تعاملات بین سلول‌های بنیادی و نیز تعاملات بین سلول‌های بنیادی و پروتئین‌های غشا تنظیم می‌شود.
دستکاری تراکم سلول‌ها، روش بیولوژیکی متداول برای کنترل تعاملات بین سلولی است. اما کنترل تراکم موضعی دشوار است و اغلب متمایز کردن اثرات سیگنال‌های محلول مدیوم و تعاملات فیزیکی بین سلول‌ها ساده نیست.
از پروتئین‌های چسبندگی سلول‌ها می‌توان برای تعیین موقعیت سلول‌های مختلف در بستر (مادهٔ زمینه ای) به منظور مطالعهٔ تکثیر سلول‌های بنیادی جنینی انسان استفاده کرد.
هم چنین توزیع سلول‌ها در microwellها ی یک PDMS موجب کنترل فضایی دقیق سلول‌ها می‌شود.
در مطالعهٔ دیگر، از میکروفلوئیدیک‌ها برای مطالعهٔ gap junctionهای بین سلول‌ها استفاده شده‌است. فشار منفی تولید شده توسط جریان مایع در کانال‌های واقع در طرفین کانال مرکزی، موجب به دام افتادن سلول‌ها به صورت جفت جفت گردید. (در هر جفت، دو سلول با هم تماس مستقیم داشتند یا با یک فاصلهٔ کوتاه از هم جدا شده بودند)
اما به‌طور کل، عدم سکون کامل و چرخهٔ سلولی کوتاه سلول‌های بنیادی اغلب موجب ایجاد اختلال در ارگانیزاسیون فضایی ایجاد شده توسط این میکروتکنولوژی‌ها می‌شود.

## تشکیل جنین و سازماندهی شدن آن
بررسی تشکیل شدن جنین، روشی متداول برای آزمایش پرتوان بودن سلول‌های بنیادی در آزمایشگاه است. هم چنین سایز جنین‌ها باید کنترل شود.
شکل‌گیری تعداد زیادی جنین با اندازهٔ یکنواخت با استفاده از microwells و میکروفلوئیدیک‌ها، امکان بازیابی آسان و مهم‌تر از همه افزایش کاربرد در زمینه‌های بالینی را فراهم می‌کند.
هم چنین با استفاده از گرادیان میکروفلوئیدیک فاکتورهای محرک اندودرم، مزودرم و اکتودرم و نیز فاکتورهای خودنوسازی، می‌توان تمایز سلول‌های بنیادی را هدایت کرد.
در نهایت ارزیابی سلول‌های بنیادی و سلول‌های تمایز یافتهٔ حاصل از آن‌ها با استفاده از microarrayها انجام شده‌است تا موارد زیر مطالعه شود:
-چگونه فاکتورهای رونویسی و میکروRNAها سرنوشت سلول را تعیین می‌کنند.
-چگونه تغییرات اپی ژنتیک میان سلول‌های بنیادی و سلول‌های حاصل از آن‌ها، روی فنوتیپ تأثیر می‌گذارد.
-سنجیدن و مرتب‌سازی سلول‌های بنیادی بر اساس پروتئین‌هایی که بیان می‌کنند.
در شکل جنین‌های موش موجود در سوسپانسیون کشت ،۲۴ ساعت بعد از تشکیل شدنشان از سلول‌های بنیادی جنینی مشاهده می‌شود.

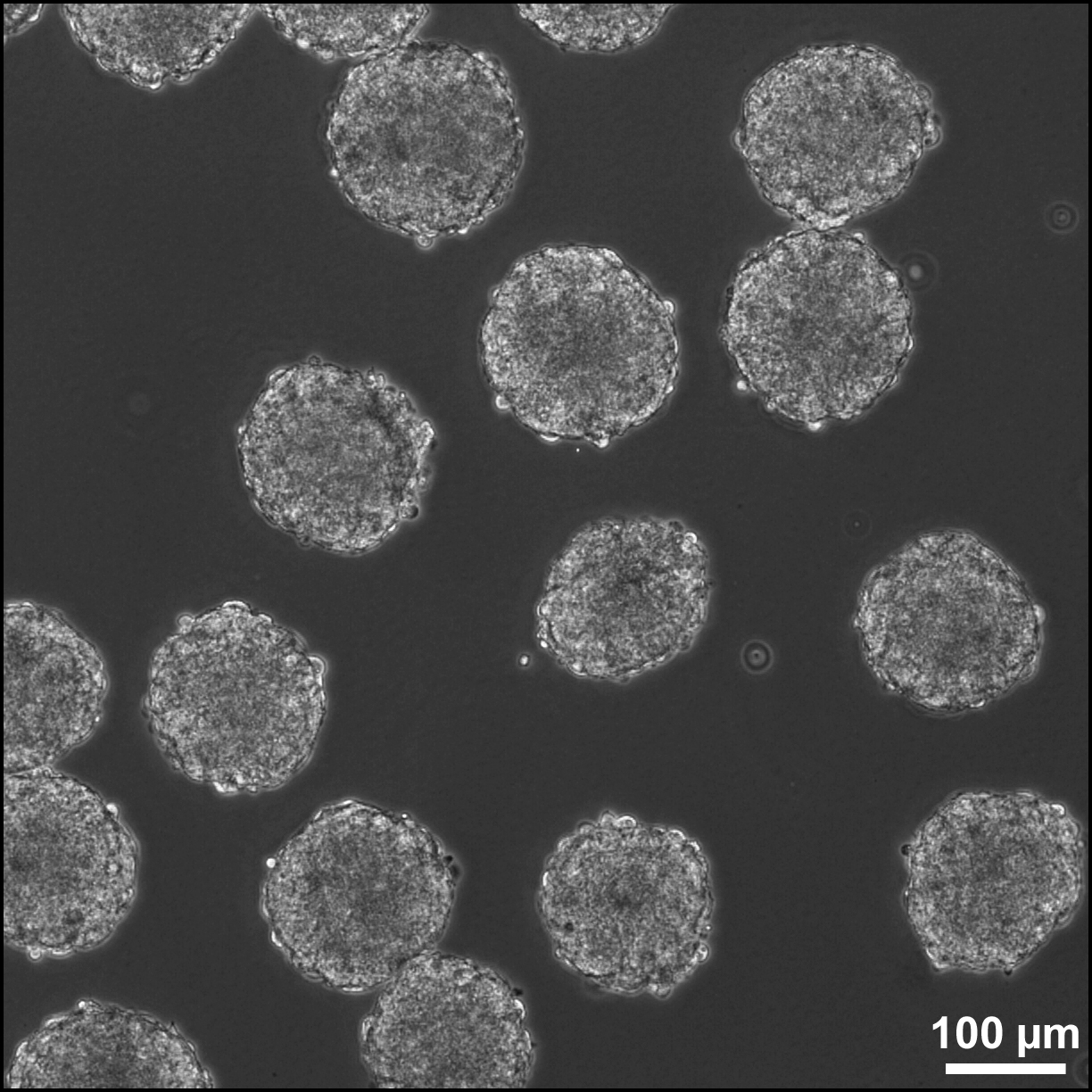

### تکنولوژی‌های کمک باروری
تکنولوژی‌های کمک باروری به درمان ناباروری و بهبود ژنتیکی احشام کمک می‌کند. با این حال میزان ثمربخش بودن این تکنولوژی‌ها در ایجاد جنین پستانداران در آزمایشگاه کم است.
میکروفلوئیدها به منظور شبیه‌سازی بهتر محیط in vivo از طریق طراحی توپوگرافی و بیوشیمیایی سطوح جهت کنترل زمانی-فضایی اتصال سلول‌ها و هم چنین به حداقل رساندن حجم مرده در تکنولوژی کمک باروری به کار می‌روند. وجود میکرو پمپ‌ها و دریچه‌ها موجب می‌شود فرایند ملال‌آور توزیع مدیوم به صورت خودکار انجام شود. هم چنین سنسورهای متنوع برای کنترل کیفیت بلادرنگ و هم‌زمان به کار برده می‌شود.
دستگاه‌های Bio-MEMS برای سنجش حرکت اسپرم، انتخاب اسپرم و نیز جلوگیری از پلی اسپرمی در IVF، توسعه پیدا کرده‌اند.

## میکروالکترودهای قابل ایمپلنت
هدف این میکروالکترودها این است که با سیستم عصبی بدن برای ثبت و ارسال سیگنال‌های زیستی-الکتریکی به منظور مطالعهٔ بیماری، بهبود پروتزها و نظارت بر پارامترهای بالینی ارتباط برقرار شود.
Microfabrication موجب توسعهٔ پروب‌های Michigan و آرایش الکترود Utah که باعث افزایش تعداد الکترودها در واحد حجم شد، گردید. پروب‌های Michigan در مقیاس بزرگ برای ثبت و تجزیه و تحلیل شبکه‌ای مجموعه‌های عصبی و آرایش الکترود Utah به عنوان رابط مغز با کامپیوتر برای افراد فلج کاربرد دارد.
به عنوان مثال میکروالکترودهای خارج سلولی بر روی یک پلاستیک مارپیچ شکل قابل تورم و انعطاف در کاشت حلزون طراحی شد تا موجب قرار گرفتن عمیق‌تر حلزون و تماس بهتر الکترود با بافت برای انتقال بهتر اصوات شود.
قرار دادن میکروالکترودها بر روی بستر نازک و قابل انعطاف موجب توسعهٔ پلاک قلبی شد که در موارد ارزیابی الکتروفیزیولوژی قلب، تنها توسط نیروی کشش سطحی به سطح خمیدهٔ قلب متصل می‌شود. هم چنین از تتوهای الکترونیک برای اندازه‌گیری دما و بیوالکتریسیته پوستی استفاده می‌شود.

## میکرو ابزار برای جراحی
به کار بردن Bio-MEMS در جراحی می‌تواند باعث بهبود عملکرد موجود و ایجاد قابلیت‌های جدید برای جراحان به منظور توسعهٔ تکنیک‌ها و روش‌های جدید و نیز بهبود نتیجهٔ جراحی از طریق کاهش ریسک و فراهم کردن امکان مشاهدهٔ هم‌زمان فیدبک‌ها به صورت هم‌زمان در حین جراحی می‌شود.
ابزارهای ماشینی و کوچک جراحی مثل پنس‌های ظریف، آرایش‌هایی از سوزن‌های میکرو و ابزارهای برداشتن بافت‌های مرده یا آلوده (debriders) که توسط تکنیک‌های میکروفابریکیشن از فلز و سرامیک به صورت لایه لایه ساخته شده‌اند، جراحی روباتیک و جراحی با حداقل تهاجم را ممکن کرده‌اند.
قرار دادن سنسورها بر روی ابزار جراحی امکان در یافت بازخورد لمسی توسط جراح، شناسایی نوع بافت در عملیات برش (از طریق فشار و چگالی)، کاتتریزاسیون تشخیصی برای اندازه‌گیری جریان خون، فشار، دما، میزان اکسیژن و غلظت‌های شیمیایی را فراهم می‌کند.
مثالی از کاربرد Bio-MEMS در جراحی در شکل مشاهده می‌شود: یک کاتتر بالون قلبی که حاوی سنسورهای دما، سنسورهای الکتروکاردیوگرافی و تعدادی LED است.

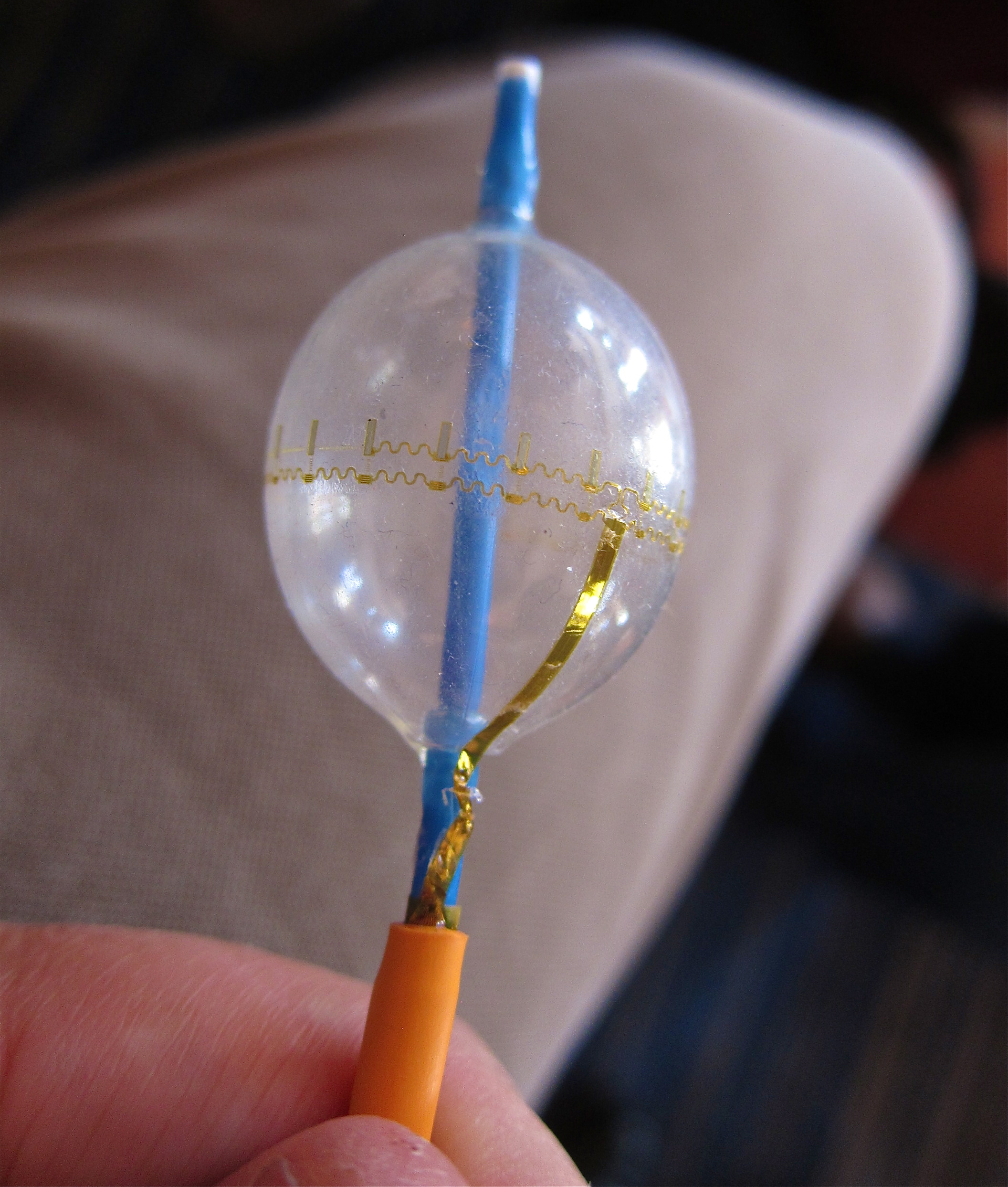

### تحویل و توزیع دارو
پلاک‌های متشکل از میکروسوزن‌های transdermal در مقایسه با تزریق دارو از طریق سوزن‌های hypodermic کمتر تهاجمی است. میکروسوزن‌ها، سیستم‌های فرمولاسیون و سیستم‌های قابل کاشت و ایمپلنت، Bio-MEMSهای قابل استفاده برای توزیع و تحویل دارو هستند.
میکروسوزن‌های تقریباً ۱۰۰ میکرومتری می‌توانند در پوست نفوذ کنند و دارو را به سلول‌های زیرین و مایع بینابینی برسانند. به این ترتیب آسیب بافت و درد کمتر بوده و محل ورود سوزن خون‌ریزی نمی‌کند. میکروسوزن‌ها می‌توانند به منظور رهایش دارو به صورت خودکار و برنامه‌ریزی شده با میکروفلوئیدیک‌ها همراه شوند. از دیدگاه کاربر، میکروسوزن‌ها می‌توانند در قالب یک پلاک (patch) در کنار هم قرار گیرند تا برای تزریق دارو به خود استفاده شود و هیچ ضایعهٔ حادی را برای سلامتی فرد ایجاد نکند. (در صورتی که ماده از جنس پلیمر باشد)
توزیع و رهایش دارو توسط میکروسوزن‌ها شامل پوشاندن سطح با عوامل بهداشتی (ضدعفونی‌کننده)، بارگذاری دارو به داخل میکروسوزن متخلخل یا تو خالی یا ساخت میکروسوزنی که حاوی دارو است، سپس تحت پوشش قرار دادن ماتریکس جهت رهایش حداکثر دارو است.
هم چنین میکروسوزن‌هایی برای انتقال دارو در مایع میان بافتی، خون و نیز انتقال ژن توسعه یافته‌اند.
ثمربخش بودن انتقال دارو توسط میکروسوزن‌ها هم چنان یک چالش باقی مانده‌است؛ زیرا اطمینان حاصل کردن از این که میکروسوزن‌ها به‌طور مؤثر به پوست نفوذ کرده‌اند دشوار است.
بعضی از داروها از جمله دیازپام، به مقدار کم قابل حل شدن هستند و باید فوراً قبل از مصرف از راه بینی، به صورت اسپری در بیایند. تکنولوژی Bio-MEMS با دارا بودن تکنولوژی مبدل‌های پیزوالکتریک در مخازن مایع، می‌تواند در چنین موقعی برای تولید ذرات کوچک معلق مایع (اسپری) به منظور انتقال بهتر دارو مورد استفاده قرار گیرند.
سیستم‌های انتقال و توزیع دارو ی قابل ایمپلنت و کاشت، برای مصرف داروهایی که دسترسی زیستی ضعیفی دارند یا به رها شدن موضعی و قرار گرفتن در محل هدف نیاز دارند، توسعه یافته‌اند. به عنوان مثال از دستگاه میکروفلوئیدیک از جنس PDMS که در زیر ملتحمه ایمپلنت شده‌است، به منظور رساندن دارو به چشم برای درمان بیماری‌های چشمی و از میکروچیپ‌های حاوی مخزن داروی پوشیده شده با طلا برای پوکی استخوان استفاده می‌شود.
این نکته در مورد Bio-MEMSهای قابل کاشت برای تحویل دارو حائز اهمیت است که به از هم گسیخته شدن دستگاه، تخلیهٔ دوز، احاطه شدن دستگاه با بافت فیبروز و explantation دستگاه توجه شود.
اکثر داروها باید در مقادیر زیاد توزیع و آزاد شوند (در حد میلی لیتر ویا حتی بیشتر). این موضوع استفاده از Bio-MEMSهای قابل کاشت برای توزیع و رساندن دارو را به دلیل ظرفیت حمل داروی محدودشان با چالش رو به رو می‌کند.